# Stazione di Barbianello
Stazione di Barbianello vasútállomás Olaszországban, Lombardia régióban, Barbianello településen.

## Vasútvonalak
Az állomást az alábbi vasútvonalak érintik:
- Pavia–Stradella-vasútvonal

## Kapcsolódó állomások
A vasútállomáshoz az alábbi állomások vannak a legközelebb:
- Stazione di Broni
- Stazione di Pinarolo Po